# 山陰合同銀行
株式会社山陰合同銀行（さんいんごうどうぎんこう、英: The San-in Godo Bank,Ltd.） は、島根県松江市に本店を置く地方銀行。

## 概要

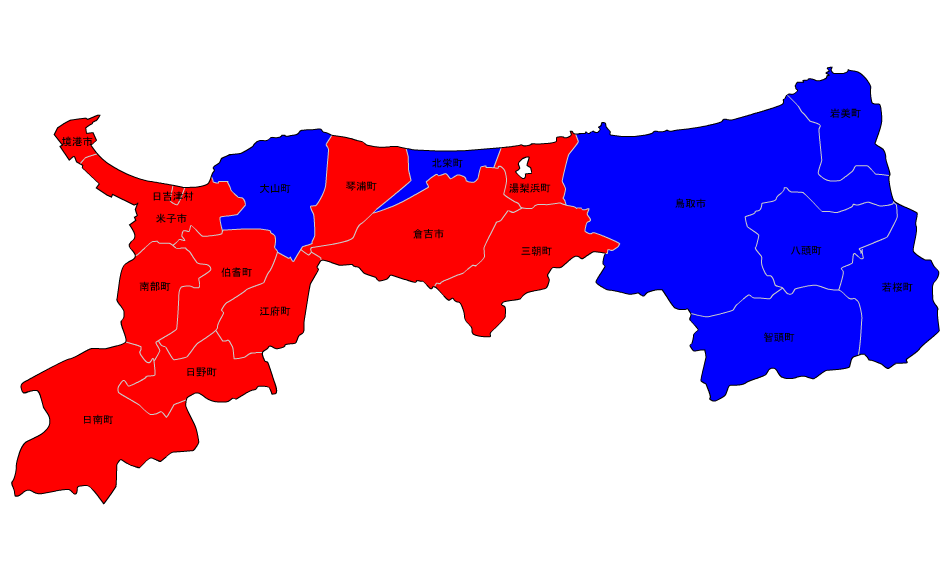
鳥取県内の各市町村における指定金融機関（赤が山陰合同銀行・青が鳥取銀行）

島根県と鳥取県を基盤にしており、島根・鳥取両県と島根県内13市町および鳥取県内12市町村の指定金融機関を受託している。また、島根県庁と鳥取県庁にはそれぞれ、支店を配備している。中国地方の瀬戸内海側では、岡山県（岡山市、倉敷市、津山市、新見市）と広島県（広島市中区・安佐南区・佐伯区と福山市）に複数の店舗を展開している。
地盤である山陰地区では、53%の貸出金シェアを占めるが人口減少と高齢化が著しく、資金需要は頭打ちの為、兵庫地区を強化。2012年10月に開設した阪神北支店（川西市）を皮切りに法人営業に特化した「空中店舗」の出店を進め、営業担当職員を増やすなど、兵庫県内での攻勢を強化している。その他関西には、大阪市に店舗を有し、山陰地方の銀行では地銀では唯一、東京都内に支店を持つ。
島根県・鳥取県内の店舗の看板表記には「ごうぎん」と、岡山県などの山陰以外の店舗には「山陰合同銀行」と正式名称で表記されている。
2015年2月、中国地方の地銀としては初の自行単独で証券子会社である「ごうぎん証券」を設立。同10月から業務を開始した（2020年営業終了）。また同3月20日には、中国横断自動車道尾道松江線（通称：中国やまなみ街道）の全線開通を期し、広島銀行、伊予銀行とのATM利用手数料の平日日中帯無料化を開始。地域経済の活性化と顧客利便性の向上に努めて行きたいとしている。

## 沿革
- 1889年（明治22年）8月31日 - 松江銀行（本店・島根県松江市）を設立。営業地盤は島根県東部（旧出雲国）。
- 1894年（明治27年）1月17日 - 米子銀行（本店・鳥取県西伯郡米子町、現：米子市）を設立。営業地盤は鳥取県中西部（旧伯耆国）。
- 1914年（大正3年）-  安来銀行（本店・島根県能義郡安来町、現・安来市）を設立するが、雲伯鉄鋼合資会社（現・プロテリアル）への度重なる出資により、松江銀行に吸収される。
- 1941年（昭和16年）
  - 7月1日 - 松江銀行と米子銀行が合併して株式会社山隂合同銀行（本店・島根県松江市）を設立。
  - 10月1日 - 石州銀行と矢上銀行を合併。島根県西部（旧石見国）に進出。
- 1943年（昭和18年） - 三菱銀行（現・三菱UFJ銀行）鳥取支店営業譲受[† 3]。
- 1945年（昭和20年）3月1日 - 山陰貯蓄銀行を合併。
- 1949年（昭和24年） - 富士銀行（現・みずほ銀行）浜田支店営業譲受[† 4]。
- 1983年（昭和58年）10月1日 - 広島証券取引所に株式上場[9]。
- 1985年（昭和60年）10月1日 - 東京証券取引所・大阪証券取引所市場第2部に株式上場。
- 1987年（昭和62年）9月1日 - 東京証券取引所・大阪証券取引所市場第1部に指定替え。
- 1990年（平成2年） - 協和銀行（現・りそな銀行）松江支店を営業譲受。
- 1991年（平成3年）4月1日 - 第二地方銀行のふそう銀行[† 5] を合併。鳥取県東部（旧因幡国）の営業を強化。兵庫県、岡山県、広島県に本格進出。
- 1993年（平成5年）3月23日 - 女子バドミントン部を創部。
- 1997年（平成9年）10月1日 - 株式会社山陰合同銀行に商号変更。CI導入。
- 2000年（平成12年）4月12日 - みちのく銀行、肥後銀行、日立製作所との間で勘定系システムの共同化について合意。
- 2003年（平成15年）5月6日 - みちのく銀行および肥後銀行との共同勘定系システムNEXTSCOPE（Banks'Ware）が稼働開始。
- 2004年（平成16年）
  - 4月1日 - 国立大学法人島根大学の主取引金融機関に指定される。
  - 5月17日 - 郵便貯金（現・ゆうちょ銀行）とATMの提携を開始（要手数料）。
  - 10月1日 - 鳥取信用金庫、倉吉信用金庫、米子信用金庫、しまね信用金庫、島根中央信用金庫、日本海信用金庫、津和野信用金庫（現・西中国信用金庫）とATM・CD相互無料提携（さんいんネットサービス）を開始。
  - 11月15日 - ローソンATMとATMの提携を開始（要手数料）。
- 2007年（平成19年）
  - 1月7日 - 同日の営業を持って、津和野信用金庫（現：西中国信用金庫）とのATM・CD相互無料提携（さんいんネットサービス）を解消（合併に伴う脱退による）。
  - 11月12日 - イオン銀行ATMの提携（出金・残高照会）を開始（要手数料）。
- 2009年（平成21年）7月27日 - セブン銀行ATMの提携を開始（要手数料）。
- 2010年（平成22年）
  - 3月20日 - 大阪証券取引所上場廃止。
  - 5月24日 - イーネットATMとATMの提携を開始（要手数料）。
- 2011年（平成23年）5月18日 - 北國銀行、十六銀行、広島銀行と海外ビジネス支援に関する広域連携を開始[† 6]。
- 2013年（平成25年）11月11日 - 電子マネーごうぎんデュプリ取扱開始[10]。
- 2015年（平成27年）
  - 2月6日 - 100%出資の証券子会社である「ごうぎん証券」を設立。同年10月から業務を開始。
  - 3月13日 - 松江市の「ごうぎんカラコロ美術館」（旧：北支店）が国の登録有形文化財に登録される[11]。
  - 3月20日 - 広島銀行・伊予銀行とATM・CD相互無料提携を開始。
- 2016年（平成28年）
  - 4月1日 - 完全子会社である山陰オフィスサービスがごうぎんスタッフサービスを吸収合併[12]。
  - 4月1日 - 7地銀グループなどと共同出資した資産運用会社であるオールニッポン・アセットマネジメントが営業を開始[13][14]。
  - 7月1日 - 完全子会社である山陰オフィスサービスがごうぎんシステムサービスを吸収合併[15]。
- 2018年（平成30年）
  - 6月30日 - 完全子会社である山陰経済経営研究所が解散。研究所の業務を引き継ぐ。
  - 10月1日 - 完全子会社であるごうぎん代理店が解散。代理店の業務を引き継ぐ（直営の出張所に変更）。
- 2019年（平成31年）4月1日 - 一部の出張所（49か所）[16]に昼休業を導入[17]。店舗再編を経つつ、2020年12月1日からは島根・鳥取県外の空中店舗の支店に、2021年2月8日からは当時の全出張所で昼休業を導入[18]。
- 2020年（令和2年）10月31日 - 野村證券との包括提携により、ごうぎん証券及び山陰合同銀行の金融商品仲介口座を野村證券に移管。ごうぎん証券は営業終了[19][20]。
- 2021年（令和3年）6月10日 - 人材紹介会社のJOINS（東京都）への出資を発表[21]。
- 2022年（令和4年）
  - 1月1日 - 子会社の山陰総合リース株式会社がごうぎんリース株式会社へ商号変更。
  - 4月1日 - 完全子会社である山陰オフィスサービスが合銀ビジネスサービスを吸収合併。

### 店舗の開廃

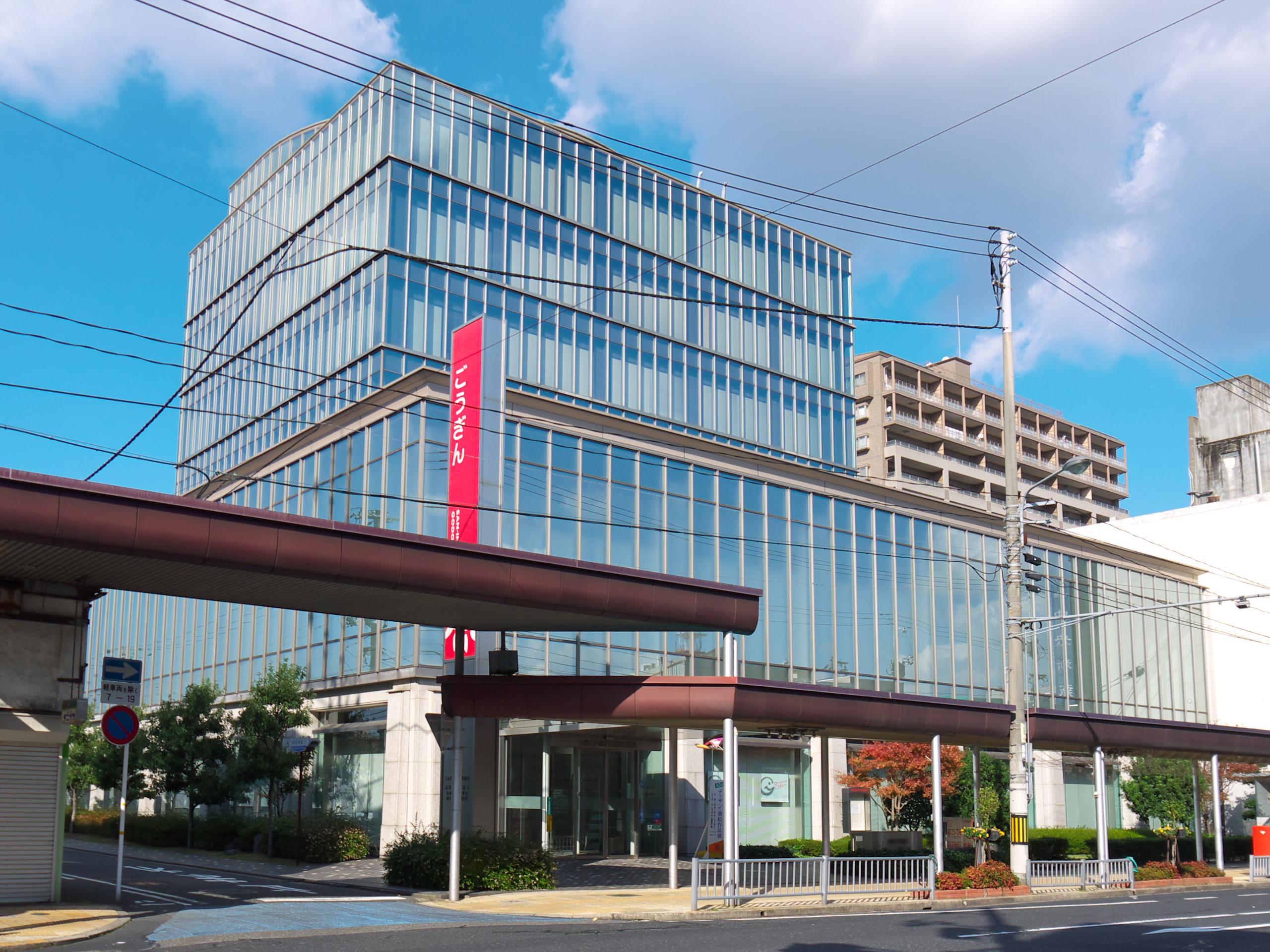
鳥取営業部

- 1991年（平成3年）10月30日 - ニューヨーク支店を開設。
- 1994年（平成6年）10月31日 - 香港支店を開設。
- 1997年（平成9年）
  - 6月6日 - 大連駐在員事務所開設。
  - 10月13日 - 本店を新築移転（高さ75mと山陰地方で最も高いビルとなる）。
- 1999年（平成11年）
  - 5月26日 - 香港支店を廃止。
  - 11月15日 - 鳥取営業部を旧ふそう銀行本店跡地へ新築移転。
- 2002年（平成14年）3月29日 - ニューヨーク支店を廃止して駐在員事務所に変更。
- 2003年（平成15年）11月27日 - 上海駐在員事務所開設。
- 2004年（平成16年）
  - 12月13日 - 東京支店を入居しているビルの上層部へ移転（空中店舗化）。
  - 12月20日 - 八雲代理店を新築移転（国道432号の拡幅工事に伴うもの）。
- 2005年（平成17年）
  - 1月17日 - 姫路支店を入居しているビルの上層部へ移転、空中店舗化。
  - 1月24日 - 豊岡支店（兵庫県豊岡市）を新築移転[† 7]。
  - 2月13日 - 同日の営業をもって出雲北支店が廃止（業務継承店：出雲支店）。
  - 2月21日 - 山陽・兵庫営業本部及び岡山支店（併設）を旧岡山中央支店跡地へ新築移転[† 8]。
  - 6月26日 - 同日の営業を持って、八鹿支店が廃止（業務継承店：豊岡支店）。
  - 7月19日 - 明石大久保支店を明石支店へ移転・改称（空中店舗化）。
  - 9月11日 - 同日の営業をもって鳥取南支店と本店営業部松江中央出張所が廃止（業務継承店：鳥取営業部・本店営業部南出張所）。ただし、廃止後も単独のATMコーナーを残している。
  - 11月14日 - 倉吉西支店を出張所（個人業務のみ）に変更（法人業務の業務継承店：倉吉支店）。
  - 11月21日 - 宍道支店を新築移転。
- 2006年（平成18年）
  - 4月23日 - 同日の営業をもって久世支店と林野支店が廃止（業務継承店：津山支店）[† 9]。
  - 6月5日 - 大阪支店を移転して空中店舗化、ATMを廃止。出雲支店を旧出雲北支店跡地へ新築移転。
  - 6月11日 - 同日の営業を持って、県立中央病院出張所が廃止（業務継承店：鳥取営業部）。ただし、廃止後も病院内にある山陰合同銀行幹事で鳥取信用金庫・中国労働金庫との共同ATMコーナーを残している。
  - 10月22日 - 同日の営業を持って、境港支店境南出張所・北支店北堀出張所・平田支店平田西出張所・浜田支店浜田西出張所が廃止（業務継承店：境港支店・北支店・平田支店・浜田支店）。ただし、廃止後も単独のATMコーナーを残している。
  - 11月13日 - 兵庫県尼崎市に尼崎支店（空中店舗）を開設。
  - 12月4日 - 福山支店を移転、空中店舗化。
- 2007年（平成19年）
  - 2月12日 - 同日の営業をもって出雲駅前支店・商工センター支店が廃止（業務継承店：出雲支店・広島西支店）。
  - 2月13日 - 横川支店を広島西支店へ移転改称、空中店舗化。
  - 10月22日 - 倉吉支店を新築移転。赤碕支店・鹿野支店を出張所（個人業務のみ）に変更（法人業務の業務継承店：東伯支店・浜村支店）。
- 2008年（平成20年）
  - 4月21日 - 倉吉駅前支店を個人業務のみ扱う出張所に変更（法人業務の業務継承店：倉吉支店）。
  - 11月17日 - 益田支店を新築移転。
  - 11月21日 - 同日の営業をもって静間代理店が廃止（業務継承店：大田支店）。
- 2009年（平成21年）
  - 2月16日 - 益田東支店・高津支店を出張所（個人業務のみ）に変更（法人業務の業務継承店：益田支店）。
  - 4月20日 - 桜谷支店・境東支店・淀江支店・浜田東支店を出張所（個人業務のみ）に変更（法人業務の業務継承店：鳥取駅南支店・境港支店・日野橋支店・浜田支店）。
  - 5月15日 - 同日の営業をもって大元支店が廃止（業務継承店：岡山支店）[† 10]。
  - 7月10日 - 同日の営業をもって末次支店が廃止（業務継承店：北支店）[† 11]。
  - 7月13日 - 北支店を松江しんじ湖温泉駅前へ新築移転[† 12]。
- 2012年（平成24年）
  - 7月1日 - 兵庫・大阪営業本部を新設。それに伴い、山陽・兵庫営業本部を山陽営業本部に改称。
  - 10月1日 - 兵庫県川西市に阪神北支店（空中店舗）を開設。
  - 12月3日 - 兵庫県西宮市に西宮支店（空中店舗）を開設。
- 2013年（平成25年）
  - 3月18日 - 米子営業本部・米子支店を新築移転。
  - 6月24日 - 法吉支店、福生支店、城北支店・湖山支店を個人業務のみ扱う出張所に変更（法人業務の業務継承店：北支店、皆生通支店、鳥取西支店、千代水支店）。大篠津支店を代理店個人業務のみ扱う代理店に変更（法人業務の業務継承店：境港支店）。
  - 9月13日 - 同日の営業をもって米子市役所出張所が廃止（業務継承店：米子支店）[† 13]。
  - 10月7日 - 兵庫県三木市に北播磨支店（空中店舗）を開設。
  - 10月10日 - バンコク駐在員事務所開設。
- 2014年（平成26年）5月16日 - 同日の営業をもって都賀代理店が廃止（業務継承店：粕淵支店）。
- 2015年（平成27年）
  - 3月16日 - 江津支店を新築移転。
  - 8月24日 - 大阪支店を移転して、ATMを再設置。
- 2016年（平成28年）
  - 1月15日 - 同日の営業をもって三刀屋支店が廃止（業務継承店：雲南支店。ただし、廃止後も単独のATMコーナーを残している）。
  - 1月18日 - 木次支店を雲南支店へ新築移転改称。
  - 7月15日 - 同日の営業を持って、母里代理店・三保代理店が廃止（業務継承店：安来支店・三隅支店）[† 14]。
  - 7月19日 - 皆生通支店と江府支店を個人業務のみ扱う出張所に変更（法人業務の業務継承店：米子支店・根雨支店）。日原出張所を代理店（一部業務のみ）に変更（一部業務の業務継承店：津和野支店）。
- 2017年（平成29年）
  - 1月20日 - 同日の営業をもって中山出張所と浜田市役所出張所が廃止（業務継承店：名和支店・浜田支店）[† 15]。
  - 1月23日 - 青谷支店・河原支店を個人業務のみ扱う出張所に変更（法人業務の業務継承店：浜村支店・鳥取駅南支店）。
  - 7月17日 - 同日の営業をもって鹿島支店、片江代理店、吉田代理店、仁万支店、久手出張所、用瀬支店が廃止（業務継承店：法吉出張所（法人業務については北支店）・島大前支店・掛合支店・大田支店・郡家支店）。ただし、吉田代理店を除き、廃止後も単独のATMコーナーを残している[† 16]。
- 2018年（平成30年）
  - 1月21日 - 同日の営業をもって田儀代理店、石見今市代理店、泊出張所が廃止（業務継承店：江南出張所・金城代理店・松崎支店）。ただし、田儀代理店を除き、廃止後も単独のATMコーナーを残している[† 17]。
  - 1月22日 - 横田支店・若桜支店を出張所（個人業務のみ）に変更（法人業務の業務継承店：三成支店・郡家支店）。西益田出張所を代理店（一部業務のみ）に変更（一部業務の業務継承店：益田支店）。
  - 2月13日 - 根雨支店を近隣の複合施設へ移転[22]。
  - 7月16日 - 同日の営業をもって瑞穂出張所、宝木代理店、五十猛代理店が廃止（業務継承店：川本支店・浜村支店・大田支店）。ただし、宝木代理店・五十猛代理店を除き、廃止後も単独のATMコーナーを残している[23]。
  - 7月17日 - 三朝支店・西伯支店・加茂支店を出張所（個人業務のみ）に変更（法人業務の業務継承店：倉吉支店・米子支店・雲南支店）。
  - 10月1日 - 完全子会社であるごうぎん代理店の解散に伴い、代理店を全て直営化し、出張所に変更[24]。
  - 11月6日 - 神戸市長田区に神戸西支店（空中店舗）を開設。
- 2020年（令和2年）8月から9月 - 当時の山陰地方にある全店舗の4分の1にあたる1支店・32出張所を統廃合[25]。いずれの支店・出張所廃止後も単独のATMコーナーを残している。（以下、統合対象→業務継承店の形で表記し、（出）は出張所を表す。）
  - 8月11日 - 福原（出）・米子中央（出）→米子支店、境西（出）→境港支店、会見（出）→米子東支店、大山（出）→名和支店、溝口（出）→岸本支店
  - 8月24日 - 南（出）→本店営業部、本庄（出）・八束（出）→北支店、荒島（出）→安来支店、八雲（出）→古志原支店、竹矢（出）→揖屋支店
  - 9月7日 - 益田東（出）・西益田（出）→益田支店、日原（出）→津和野支店、金城（出）→浜田支店、岡見（出）→三隅支店、浅利（出）・嘉久志（出）→江津支店
  - 9月14日 - 鳥取西支店・国府（出）→鳥取営業部、河原（出）→鳥取駅南支店、八東（出）→郡家支店、倉吉西（出）・北条（出）→倉吉支店、赤碕（出）→東伯支店
  - 9月23日 - 大津（出）・佐田（出）→出雲支店、江南（出）→島根医大通支店、高松（出）→出雲西支店、加茂（出）→雲南支店、頓原（出）→掛合支店、口羽（出）→粕淵支店
- 2021年（令和3年）2月8日 - 島根・鳥取両県で10支店を出張所（個人業務のみ）に変更（以下、対象店舗→法人業務の業務継承店の順で表記）[18]。
  - 玉造・宍道→本店営業部、大社→出雲支店、大東→雲南支店、温泉津・粕淵→大田支店、六日市→津和野支店、岩美→鳥取営業部、智頭→郡家支店、生山→根雨支店
- 2022年（令和4年）
  - 3月18日 - 横田出張所廃止（業務継承店：三成支店）。廃止後も単独のATMコーナーを残す[26]。
  - 3月21日 - 三成支店新築移転[26]。
  - 12月2日 - 直江支店廃止予定（業務継承予定店：出雲支店）。廃止後も単独のATMコーナーを残す予定。

## 関係会社
- 松江不動産株式会社
- ごうぎん保証株式会社
- 株式会社山陰オフィスサービス

- 山陰債権回収株式会社
- ごうぎんリース株式会社
- ごうぎんキャピタル株式会社
- 株式会社ごうぎんクレジット
- 松栄株式会社
- ごうぎん証券清算準備株式会社

## 情報処理システム
2000年4月12日、共に従前から日立製作所製ホストコンピュータとミドルウェアソフトを使用、加えて1980年代後半に千葉興業銀行と日立が共同で開発したエキスパートと呼ぶ勘定系パッケージソフトを導入し、業務手続手順が似通っており、またシステム担当者間の情報交換が密でもあったみちのく銀行、肥後銀行、日立製作所との間で基幹系システム（勘定系システム）共同化で合意に達した。合意に基づき共同システムの構築が開始され、2003年1月、先陣を切って肥後銀が、続いて同年5月6日には山陰合銀が、さらに同年7月21日にはみちのく銀がNEXTSCOPE（Banks'Ware）と呼ぶ共同システムの運用を開始した。
2016年11月11日、共同システムの契約期限が来るのを機に山陰合銀は、顧客のニーズへの迅速な対応とサービスの向上、システムの安全性強化、さらには同行のビジネス戦略を実現していくための先進性などの観点から、NTTデータ運営の地銀共同センターへ参加する方針を発表した。同センターへの移行は、2019年10月から翌20年9月を目処としたいとしている。

## スポーツなど社会活動

### 女子バドミントン部
1993年3月23日創部。BADMINTON S/J LEAGUE（旧日本リーグ1部）に所属。
- 日本リーグ2部：優勝2回（2013年、2015年）
- 全日本実業団：最高3位（2015年）
- 全日本社会人：シングルス準優勝（2015年）
- 監督：田辺実智代
- コーチ：丸岡智子
- 選手（2015年度）：小林美紀、横山めぐみ、木場叶華、濱崎真衣、山田真央、川田真依、九後あすみ、漆崎真子